# Pouançay
Pouançay település Franciaországban, Vienne megyében. Lakosainak száma 232 fő (2022. január 1.). Pouançay Antoigné, Épieds, Montreuil-Bellay, Berrie és Saint-Léger-de-Montbrillais községekkel határos.

## Népesség
A település népességének változása:
| Lakosok száma | 238  | 235  | 239  | 234  | 235  | 234  | 233  | 233  | 232  |
|               | 2013 | 2015 | 2016 | 2017 | 2018 | 2019 | 2020 | 2021 | 2022 |